# کاغذپوست بنفش

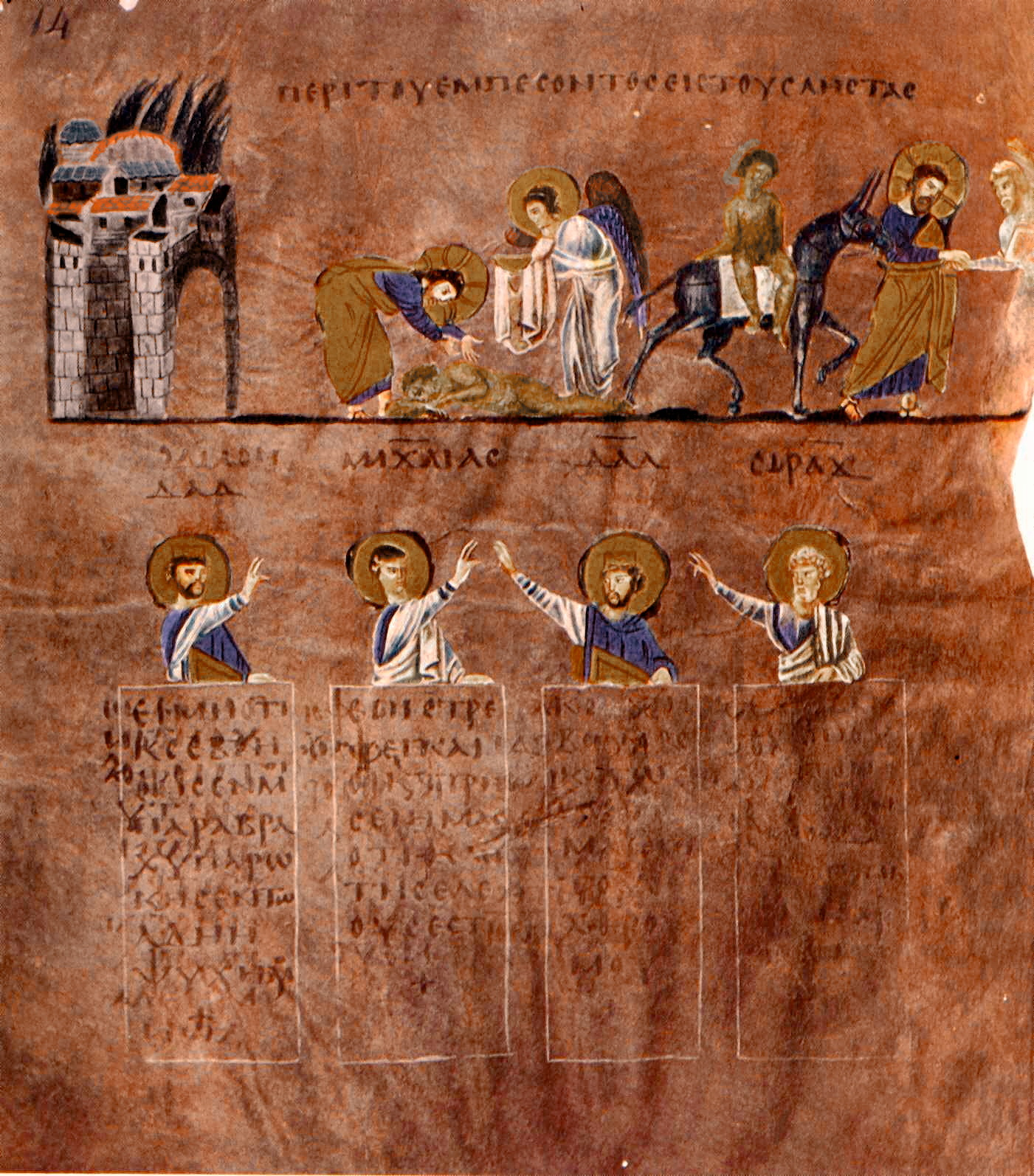
صفحه ای از انجیل‌های روسانو

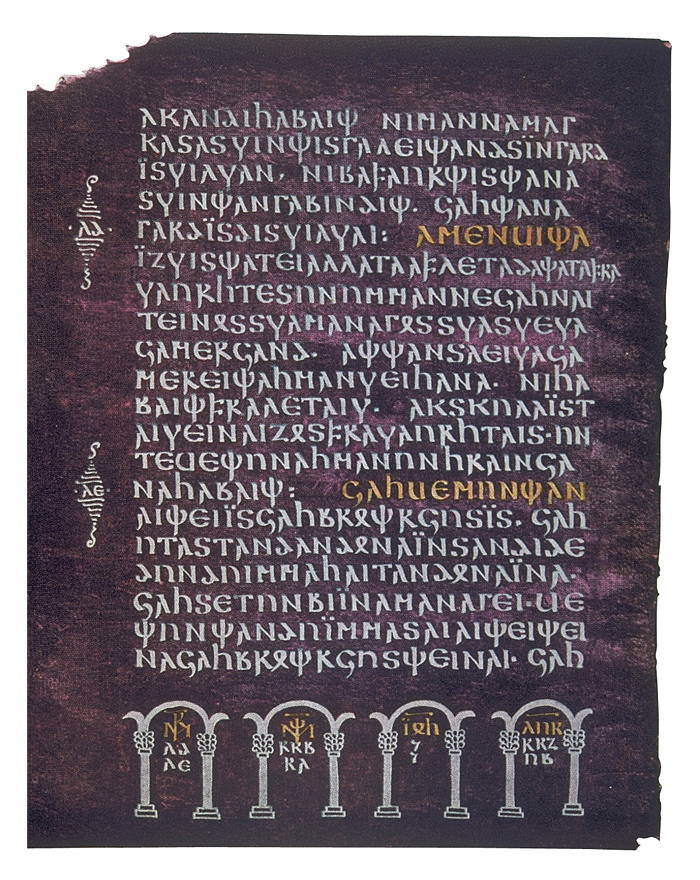
صفحه ای از Codex Argenteus قرن ۶، جوهر نقره ای و طلایی روی بنفش

کاغذ پوست بنفش، ورق بنفش یا نسخه قدیمی پرپروس به نسخه‌های خطی نوشته شده بر روی پوست‌هایی با رنگ بنفش رنگ آمیزی شده‌اند گفته می‌شود. حروف ممکن است به رنگ طلایی یا نقره ای باشند. بعداً این رویه برای برخی از نسخه‌های خطی مخصوصاً تذهیب که برای شاهنشاهان در هنر کارولنژی و هنر اوتانی، در انگلیس انگلوساکسون و سایر جاهای دیگر، احیا شد. برخی از بخشهای بنفش فقط برای بخشهایی از کار استفاده می‌کنند. در آنگلوساکسون قرن هشتم، نسخه خطی آرئوس استکهلم، صفحات رنگ شده و غیر رنگ شده را به تناوب تغییر می‌دهد.

## مثال‌ها
رمزنگار بنفش (به انگلیسی Purple Codices) یک گروه شناخته شده از این نسخه‌های خطی است، همه نسخه‌های خطی یونانی عهد جدید قرن ۶:
- Minuscule 565 معروف به نسخه خطی امپراتور تئودورا
- Minuscule 1143 معروف به Beratinus 2
- نسخه خطی Vercellensis
- نسخه خطی Veronensis
- نسخه خطی Palatinus
- نسخه خطی Brixianus
- نسخه خطی Purpureus Sarzanensis
- نسخه خطی Vindobonensis Lat. 1235

همچنین یک نسخه خطی بنفش گوتیک به نام - نسخه خطی Argenteus (روشن).